# Сільський округ імені Канай-бі
Сільський округ імені Кана́й-бі́ (каз. Қанай би атындағы ауылдық округі, рос. Сельский округ имени Канай-би) — адміністративна одиниця у складі Зерендинського району Акмолинської області Казахстану. Адміністративний центр — село Карауил-Канай-бія.
Населення — 703 особи (2021; 953 у 2009, 1549 у 1999, 2053 у 1989).
Станом на 1989 рік існувала Карабулацька сільська рада (села Жамантуз, Ігілік, Карабулак, Октябр). Станом на 1999 рік територія округу входила до складу Пухальського сільського округу, пізніше був утворений сучасний окремий округ.

## Склад
До складу округу входять такі населені пункти:
| Населений пункт         | Населення, осіб (1989) | Населення, осіб (1999) | Населення, осіб (2009) | Населення, осіб (2021) |
| ----------------------- | ---------------------- | ---------------------- | ---------------------- | ---------------------- |
| Жамантуз, село          | 301                    | 217                    | 134                    | 27                     |
| Желтау, село            | 217                    | 138                    | 75                     | 44                     |
| Ігілік, село            | 610                    | 507                    | 388                    | 344                    |
| Карауил-Канай-бія, село | 925                    | 687                    | 356                    | 288                    |